# Alexander Township (Missouri)
Pour les articles homonymes, voir Alexander Township.
Alexander Township est un township du comté de Benton dans le Missouri, aux États-Unis,. Fondé le 13 février 1838, il est baptisé en référence à George Alexander, un juge qui s'installe, en 1832, à proximité de Turkey Creek (Osage River) (en).

## Source de la traduction
- (en) Cet article est partiellement ou en totalité issu de l’article de Wikipédia en anglais intitulé « Alexander Township, Benton County, Missouri » (voir la liste des auteurs).